# Robbert Adrianus Veen
Robbert Adrianus Veen (* 1956) ist ein Theologe in der mennonitischen Tradition.
Veen studierte zunächst semitische Sprachen, Theologie und Philosophie an der Universität Amsterdam. Von 1996 bis 2005 wirkte er als Seelsorger der niederländischen mennonitischen Kirche. Von 2001 bis 2008 war er Lehrer am Mennonitischen Seminar in Amsterdam. Zurzeit (2009) lehrt er Religionsphilosophie und Kunst am Huizer-Art Zentrum und an der Dutch Philosophical Society. Seit 2011 arbeitet er für die Protestantische Gemeinde in Ter Apel, Groningen.
Typisch für Veens Theologie ist die Verbindung von der mennonitischen Theologie (Menno Simons, John Howard Yoder) mit der Theologie von Karl Barth und mit dem Kontext des alten Israel, wo das Evangelium entstand.
Veen gehört zu den Theologen der Amsterdamse School (Amsterdamer Schule). Die dortigen Theologen wie Karel Adriaan Deurloo und Kornelis Heiko Miskotte vertreten die Ansicht, die Bibel habe eine klare Botschaft, und die Arbeit der Theologe bestehe vorrangig darin, die Bibel selbst „sprechen“ zu lassen. Robbert Veen ist der mennonitische Repräsentant dieser Theologie.
Werke
- Obedience to the Law of Christ. Shaker Publishing B.V. 2000, ISBN 90-423-0135-X.
- Vermaningen (Ethik)
- Een Kleine Waarheid
- Zwaard en Kruis
- De zegen van Ruben Verweij (proza)
- Fitna van de Angst